# Stream News
Stream News è stato il canale televisivo all-news  nazionale di Stream TV. Fu il primo in Italia.

## Storia
Nata nel settembre 1998 col nome di Team TV, un anno dopo la concorrente INN (1997), precedette di qualche mese l'avvio delle trasmissioni dell'altra concorrente Rai News 24 (26 aprile 1999).
L'emittente, diffusa esclusivamente via satellite e via cavo nel bouquet di canali della pay TV Stream, si avvaleva della collaborazione dell'ANSA, della Reuters (per i servizi d'informazione esteri) e di alcune emittenti televisive locali italiane, cui fornivano i servizi:
- Videolina (Sardegna)
- T9 (Lazio)
- Primocanale (Liguria)
- Umbria TV (Umbria)
- TV Centro Marche (Marche)
- TV Oggi (Campania)
- Rete 7 (Emilia-Romagna)
- 4rete (Piemonte)
- Canale 10 (Toscana)
- Antennatre (Lombardia)
- Rete8 (Abruzzo)
- Teletna (Sicilia)
- Antenna 3 Nord-Est (Veneto)
- Telequattro (Friuli - Venezia Giulia)
- Telespazio (Calabria)
- Telenorba (Puglia, Molise, Basilicata)

Le emittenti tv locali italiane che facevano parte del consorzio ebbero la facoltà di trasmettere, in differita, un'edizione breve del Team TV News e in diretta le maratone elettorali delle elezioni europee del 1999 (condotte da Antonino Fava, ex giornalista del TG1) o alcuni speciali dedicati a eventi particolari (come il G8 di Genova del 2001 o l'attentato alle Torri Gemelle di New York dell'11 settembre 2001).
Diretta da Antonio Marano, Team TV fece da "palestra" per il praticantato di numerosi telegiornalisti in seguito diventati noti al pubblico, tra cui Alberto Matano, futuro anchorman del TG1.
Dalla primavera del 2000, dopo alcuni cambiamenti inerenti ai servizi della piattaforma Stream, Team TV fu rinominata Stream News: subì un restyling grafico e di sigle, e per la prima volta i telegiornali andarono in onda da uno studio con scenografie (in precedenza era uno studio virtuale con croma-key).
Il logo in video di Stream News aveva la forma di un cubo composto da due parti che ruotavano lentamente.
Nel 2002, in prossimità della fusione fra le pay TV Stream e TELE+ Digitale, ci fu l'ultimo restyling di rete, consistente per lo più in una nuova sigla, la cui musica - alla chiusura dell'emittente - fu poi riciclata dal telegiornale di Canale D, denominato Euro Notizie.
Stream News chiuse i battenti il 31 luglio 2003 con la nascita di Sky Italia, così come la concorrente INN; le due redazioni sono confluite in quella della nuova rete all-news Sky TG24 - diretta da Emilio Carelli - che ha iniziato le trasmissioni il 31 agosto 2003.